# Semnornis
Semnornis é um gênero de aves da família Semnornithidae, compreendendo os capitães-tucanos.

## Nomenclatura e taxonomia
Tradicionalmente, o gênero Semnornis tem sido agrupado na família Capitonidae. Em 1988, uma análise morfológica demonstrou uma maior relação do gênero com a família Ramphastidae. Outra análise em 1993 com base na plumagem, padrão do bico e dieta confirmou este posicionamento. Análises filogenéticas moleculares demonstraram que a classificação tradicional é parafilética, entretanto, demonstraram resultados inconclusivos quanto a relação do gênero, ora o posicionando como basal ao clado-irmão Capitonidae-Ramphastidae, ou então como clado-irmão de Ramphastidae. O Congresso Ornitológico Internacional considera-a como uma família autónoma.
Duas espécies são reconhecidas:
- Semnornis frantzii (P. L. Sclater, 1864) - Capitão-de-bico-dentado - capitão-cocora [8]
- Semnornis ramphastinus (Jardine, 1855) - Capitão-tucano